# معركة الكوت (2003)
معركة الكوت كانت مواجهة مسلّحة بين عناصر من القوات الأميركية والقوات العراقية خلال غزو العراق 2003.قبل الغزو، كان في الكوت مطار عسكري ومصنع مشتبه به للأسلحة الكيميائية, مما جعلها هدفاً مهماً في تقدم قوات التحالف نحو بغداد.

## المعركة
في 3 أبريل 2003، وصلت الفرقة الأولى مشاة بحرية الولايات المتحدة إلى مشارف الكوت، وأصدرت إنذاراً للمدافعين العراقيين للاستسلام بحلول الساعة 07:00 بتوقيت غرينتش، لكن الموعد مرّ بلا استجابة، فشنّت القوات الأميركية هجومها.
تقدمت وحدات برية أميركية داخل المدينة، وواجهت مقاومة خفيفة حتى أصبحت على بُعد نحو 1000 ياردة من أهدافها، حيث فتح العراقيون النار بأسلحة خفيفة وقذائف «آر بي جي». ردّت القوات الأميركية بقصف جوي، تضمن قاذفات «بي-52» وقنابل GBU-16، ما دمّر دبابات تي-62 ومدرعات وجرافات.
على الأرض، حُاصر جنود أميركيون بإطلاق نار من مخفر تجمع فيه عدد من المشاة العراقيين، فأجابتهم الدبابات والمدافع الرشاشة حتى أُسر معظمهم أو قُتلوا أو جُرحوا خلال أربع ساعات. قُتل خلالها المظلي مارك إيفنين متأثراً بإصابة ناتجة عن إطلاق نار.
في محاولة أخيرة، هاجم العراقيون الدبابات الأميركية بأسلحتهم الخفيفة، فأسقطتهم نيران الدبابات، وتمكنت الفرقة الأولى من دخول المدينة والسيطرة عليها. بقيت بعض جيوب مقاومة من «فدائيي صدام» في نقاط متفرقة، لكن دون قدرة على منع تقدم القوات نحو بغداد.